# 阿部正浩
阿部 正浩（あべ まさひろ、1966年4月10日 - ）は、日本の経済学者。中央大学教授。労働経済学。第49回日経・経済図書文化賞受賞。

## 略歴
〈出典：〉
- 1966年 福島県いわき市生まれ[1]
- 1985年 福島県立磐城高等学校卒業
- 1990年 慶應義塾大学商学部卒業
- 1992年 慶應義塾大学大学院商学研究科修士課程修了
- 1995年 慶應義塾大学大学院商学研究科博士課程単位取得退学
- 1995年 財団法人電力中央研究所入所（1998年まで）
- 1998年 一橋大学経済研究所助教授（2000年まで）
- 2000年 獨協大学経済学部助教授
- 2001年 独立行政法人経済産業研究所ファカルティフェロー（2005年まで）
- 2003年　博士（商学）の学位を取得（慶應義塾大学）
- 2008年 獨協大学経済学部教授
- 2013年 中央大学経済学部教授（現職）
- 2019年中央大学学友会体育連盟自動車部部長

## 著書

### 単著
- 日本経済の環境変化と労働市場（東洋経済新報社）2005年
2006年度第49回日経・経済図書文化賞受賞図書

### 主な共著
- 日本経済の構造調整と労働市場（日本評論社）1999年
- 日本企業の人事改革―人事データによる成果主義の検証（東洋経済新報社）2005年
- 労働市場設計の経済分析―マッチング機能の強化に向けて (経済政策分析シリーズ)（都留康と共著）（東洋経済新報社）2005年

### 論文
- 「誰が育児休業をとるのか―育児休業制度普及の問題点」『子育て世帯の社会保障』所収（国立社会保障・人口問題研究所編）2005年
- 「企業と労働者にミスマッチが生じる理由―求められるミスマッチ解消に向けた労働市場の整備」『勤労者福祉』所収（全国勤労者福祉振興協会）2003年
- （2002）"Corporate Governance structure and Employment Adjustment in Japan: An Empilical Analysis Using Corporate Finance Data,"Industrial Relations

他多数。